# Campionati del mondo di ciclismo su pista 2022 - Inseguimento individuale maschile
La gara di inseguimento individuale maschile ai Campionati del mondo di ciclismo su pista 2022 si è svolta il 14 ottobre 2022. Vi hanno gareggiato 25 atleti da 17 nazioni.

## Podio
| Pos.    | Atleta         | Nazione    |
| ------- | -------------- | ---------- |
| Oro     | Filippo Ganna  | Italia     |
| Argento | Jonathan Milan | Italia     |
| Bronzo  | Ivo Oliveira   | Portogallo |

## Risultati

### Qualificazioni[3]
I primi due (classificati per il tempo ottenuto) accedono alla finale per la medaglia d'oro, il terzo e il quarto partecipano alla finale per la medaglia di bronzo.
| Posizione | Atleta              | Nazione       | Tempo    | Gap     | Note |
| --------- | ------------------- | ------------- | -------- | ------- | ---- |
| 1         | Filippo Ganna       | Italia        | 4:00.693 |         | QG   |
| 2         | Jonathan Milan      | Italia        | 4:03.012 | +2.319  | QG   |
| 3         | Daniel Bigham       | Gran Bretagna | 4:05.181 | +4.488  | QB   |
| 4         | Ivo Oliveira        | Portogallo    | 4:06.704 | +6.011  | QB   |
| 5         | Simon Vitzthum      | Svizzera      | 4:07.326 | +6.633  |      |
| 6         | Thomas Sexton       | Nuova Zelanda | 4:08.679 | +7.986  |      |
| 7         | Conor Leahy         | Australia     | 4:09.197 | +8.504  |      |
| 8         | Corentin Ermenault  | Francia       | 4:09.607 | +8.914  |      |
| 9         | Claudio Imhof       | Svizzera      | 4:09.824 | +9.131  |      |
| 10        | Shoi Matsuda        | Giappone      | 4:10.521 | +9.828  |      |
| 11        | Chris Ernst         | Canada        | 4:11.443 | +10.750 |      |
| 12        | Tobias Buck-Gramcko | Germania      | 4:11.661 | +10.968 |      |
| 13        | Carson Mattern      | Canada        | 4:13.196 | +12.503 |      |
| 14        | Leon Rohde          | Germania      | 4:14.817 | +14.124 |      |
| 15        | Kacper Majewski     | Polonia       | 4:14.828 | +14.135 |      |
| 16        | Erik Martorell      | Spagna        | 4:17.499 | +16.806 |      |
| 17        | Zhang Haiao         | Cina          | 4:18.427 | +17.734 |      |
| 18        | Nicolas Heinrich    | Germania      | 4:18.777 | +18.084 |      |
| 19        | Brendan Rhim        | Stati Uniti   | 4:20.165 | +19.472 |      |
| 20        | Sean Richardson     | Canada        | 4:21.374 | +20.681 |      |
| 21        | Daniel Crista       | Romania       | 4:21.601 | +20.908 |      |
| 22        | Anders Johnson      | Stati Uniti   | 4:21.726 | +21.033 |      |
| 23        | Alisher Zhumakan    | Kazakistan    | 4:25.210 | +24.517 |      |
| 24        | Artyom Zakharov     | Kazakistan    | 4:33.655 | +32.962 |      |
| 25        | Aleksey Fomovskiy   | Uzbekistan    | 4:42.690 | +41.997 |      |

### Finali[4]
| Posizione            | Atleta           | Nazione          | Tempo            | Gap              | Note             |
| Finale per l'oro     | Finale per l'oro | Finale per l'oro | Finale per l'oro | Finale per l'oro | Finale per l'oro |
| -------------------- | ---------------- | ---------------- | ---------------- | ---------------- | ---------------- |
| 1                    | Filippo Ganna    | Italia           | 3'59"636         |                  |                  |
| 2                    | Jonathan Milan   | Italia           | 4:03.790         | +4.154           |                  |
| Finale per il bronzo |                  |                  |                  |                  |                  |
| 3                    | Ivo Oliveira     | Portogallo       | 4:08.738         |                  |                  |
| 4                    | Daniel Bigham    | Gran Bretagna    | 4:09.956         | +1.218           |                  |